# Обнинский, Пётр Наркизович
Пётр Нарки́зович Обни́нский (имя при рождении Пётр-Дмитрий-Иосиф Обнинский; 1837—1904) — польско-русский юрист, публицист, общественный деятель. Владелец усадьбы Белкино на севере Калужской губернии, чьё имя сохранилось в названии города Обнинска.

## Биография
Обрусевший шляхтич, католик, перешедший в православие. Родился в 1837 году. Родители: отец — Наркиз Антонович Обнинский (1796—1863), военный и общественный деятель; мать — Варвара Ивановна Обнинская (урождённая Кавецкая; род. ок. 1807). Брат — Анатолий Наркизович Обнинский (1841 — около 1911), юрист и общественный деятель, благотворитель.
Учился в 4-й Московской гимназии, которую окончил в 1854 году. Летние каникулы всегда проводил с родителями и братом в семейном имении в Белкине Боровского уезда Калужской губернии.
На юридический факультет Императорского Московского университета поступил в начале царствования Александра II — в период обновления общественной жизни. Учился у Т. Н. Грановского. Окончил университет в 1859 году.
Как и его отец, Наркиз Антонович, женился (вскоре после окончания университета) на католичке из шляхетского рода — чтобы иметь возможность, согласно законодательству Российской империи, сохранить католичество в своих детях. Однако, примерно через пять лет после заключения брака семейная пара перешла в православие. 
По окончании в 1859 году университета поступил на службу в Московскую губернскую канцелярию. Сразу после подписания в 1861 году Александром II манифеста об отмене крепостного права перевёлся по приглашению губернатора В. А. Арцимовича в Калугу — мировым посредником. Как писал об этой работе спустя десятилетия его сын Виктор, за ним «гонялись раздражённые помещики с пистолетами, чтобы отомстить за справедливое наделение их крестьян». После снятия в 1862 году Арцимовича с должности губернатора Обнинскому было предъявлено обвинение в намерении возбудить народ, потворствуя в «невзимании оброка», но состава преступления в его действиях не было выявлено.
Будучи владельцами среднего по размерам имения (350 ревизских душ мужского пола), Обнинские наделили своих крестьян землёю значительно выше положенных норм, при этом часть угодий отвели им безвозмездно. После смерти отца в 1863 году Петру Обнинскому отошло село Белкино, а его брату Анатолию — деревня Самсоново. Официальный раздел земель произошёл только в 1881 году.
При открытии земств в Калужской губернии в 1865 году был избран гласным от крестьянской курии в земское собрание Боровского уезда, в 1866 году также был избран мировой судьёй по Боровскому уезду. Не имея возможности проявить себя в этой работе как юрист, в 1869 году он перешёл в прокуратуру и стал товарищем прокурора Калужского окружного суда.
В результате успешного развития карьеры стал прокурором Московского окружного суда. Выступал на многих громких уголовных процессах, параллельно защищал интересы рабочих в московском присутствии по фабричным делам. Стал известен как в профессиональной, так и в публичной среде. Крупнейшие российские юристы, в их числе А. Ф. Кони, характеризовали его как одного из самых стойких защитников прогрессивных принципов Судебных уставов. Отстаивая эти принципы, занялся публицистической деятельностью, публикуя свои статьи в ведущих либеральных изданиях — «Русских ведомостях», «Русской мысли» и других — не только по вопросам судебной реформы, но и по многим проблемам общественной жизни.
С 1885 года состоял попечителем Церковно-приходской школы при усадебном храме Бориса и Глеба. В Москве имел собственный дом на Пятницкой улице, напротив церкви Святого Климента. Занимался общественной деятельностью, руководил московским Обществом попечения о неимущих и нуждающихся в защите детях, много писал для ведущих либеральных журналов.
Увлекался рисованием. Сохранился альбом сатирических рисунков Обнинского на злобу дня, в первую очередь, на тему крестьянской и судебной реформ.

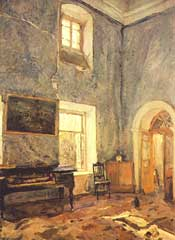
Этюд В. А. Серова «Зал старого дома. Усадьба „Белкино“» (1904)

В 1890 году у Обнинского была поражена нервная система, что вскоре привело к параличу и невозможности передвигаться самостоятельно. Он заранее подготовил раздел белкинского имения для своих четырёх детей. В 1880-х гг. на лесных пустошах, примыкавших к деревне Пяткино был обустроен хутор Бугры («дача Кончаловского»), а в конце XIX — начале XX века хутор Турлики («Морозовская дача»).
Земли белкинского имения были распределены следующим образом: старший сын Виктор получил хутор Турлики с обширными лесными пустошами; старшая дочь Анна — хутор Бугры; Лидия — часть лесных угодий, где предполагалось построить хутор, который так и не был построен; Борис — старую усадьбу Белкино. Раздел не был сразу оформлен юридически и формально до конца жизни Обнинского имение оставалось в его собственности.

## Семья
Жена — Лидия Павловна Выговская (?—?), из обрусевшего шляхетского рода, дочь коллежского регистратора. Их дети:
- Анна Петровна Трояновская (1862—1920), жена И. И. Трояновского.
- Лидия Петровна Соколова (1864—1929).
- Виктор Петрович Обнинский (1867—1916), политический и общественный деятель, литератор.
- Борис Петрович Обнинский (1872—1921), министр юстиции в белом правительстве Крыма.